# Associazione Calcio Pavia 1993-1994
Questa voce raccoglie le informazioni riguardanti l'Associazione Calcio Pavia nelle competizioni ufficiali della stagione 1993-1994.

## Stagione
La stagione 1993-1994 a Pavia è l'ultima della presidenza della famiglia Achilli, la Signora Giuseppina resta formalmente in carica, mentre gli interessi del marito Claudio spaziano altrove, si spostano verso Livorno. Nella Serie C2 da questa stagione la vittoria è pagata tre punti, un cambiamento epocale. Il Pavia nel girone A della Serie C2 raccoglie 48 punti, che valgono il sesto posto. Sono promosse in C1 il Crevalcore e l'Ospitaletto. La squadra pavese è ancora guidata da Giampaolo Chierico. Rispetto alla stagione scorsa, il Pavia ha una partenza sparata, dopo otto giornate conta quattro vittorie e quattro pareggi, con 16 punti si trova ad un solo punto dalla vetta, della allora capolista Olbia. Il 14 novembre a Legnano arriva il primo stop (1-0), la settimana dopo una doppietta di Stefan Schwoch liquida l'Olbia, portando i biancoazzurri pavesi in testa alla classifica con il Crevalcore ed il Lecco. Al giro di boa c'è il secondo posto. Poi nel girone di ritorno un leggero ma costante declino. Protagonista il bomber di razza Stefan Schwoch con 13 reti segnate, una in Coppa e 12 in campionato, è l'occasione per congedarsi dal Pavia nel modo migliore per un attaccante. In Coppa Italia si disputa il girone D vinto dal Fiorenzuola, senza grandi soddisfazioni.

## Rosa
| N. |                   | Ruolo | Calciatore        |
| -- | ----------------- | ----- | ----------------- |
|    | Italia (bandiera) | C     | Dario Acquali     |
|    | Italia (bandiera) | A     | Fabio Angeretti   |
|    | Italia (bandiera) | C     | Fabio Barbieri    |
|    | Italia (bandiera) | C     | Roberto Beretta   |
|    | Italia (bandiera) | C     | Antonio Boscia    |
|    | Italia (bandiera) | D     | Edoardo Brivio    |
|    | Italia (bandiera) | A     | Salvatore Calemme |
|    | Italia (bandiera) | D     | Giuseppe Cardone  |
|    | Italia (bandiera) | D     | Danilo Del Monte  |
|    | Italia (bandiera) | C     | Antonio Froio     |

| N. |                   | Ruolo | Calciatore       |
| -- | ----------------- | ----- | ---------------- |
|    | Italia (bandiera) | C     | Corrado Giannini |
|    | Italia (bandiera) | D     | Gianluca Grassi  |
|    | Italia (bandiera) | D     | Lorenzo Gusmini  |
|    | Italia (bandiera) | P     | Daniele Limonta  |
|    | Italia (bandiera) | D     | Marco Ogliari    |
|    | Italia (bandiera) | A     | Stefan Schwoch   |
|    | Italia (bandiera) | P     | Andrea Sirtori   |
|    | Italia (bandiera) | C     | Marco Steffani   |
|    | Italia (bandiera) | C     | Max Uberti       |
|    | Italia (bandiera) | A     | Stefano Zuntini  |

## Risultati

### Campionato

#### Girone di andata
| Arbitro: | Cito (Nichelino) |

|                                |           |          |
| Schwoch 42’ (rig.) Ogliari 87’ | Marcatori | 57’ Orsi |

| Arbitro: | Bazzi (Modena) |

|  |           |                               |
|  | Marcatori | 20’ Schwoch 53’ (aut.) Bonomi |

| Arbitro: | Calabrese (Avezzano) |

|                |           |              |
| G. Carbone 59’ | Marcatori | 60’ Giannini |

| Pavia 3 ottobre 1993 4ª giornata | Pavia             | 0 – 0 | Lumezzane | Stadio Pietro Fortunati\| Arbitro: \| Urbano (Carbonia) \| |
| Arbitro:                         | Urbano (Carbonia) |       |           |                                                            |

| Novara 10 ottobre 1993 5ª giornata | Novara             | 0 – 0 | Pavia | Stadio Comunale\| Arbitro: \| Apricena (Firenze) \| |
| Arbitro:                           | Apricena (Firenze) |       |       |                                                     |

| Arbitro: | Pirrone (Messina) |

|                                   |           |  |
| Schwoch 63’ Zuntini 77’ Froio 91’ | Marcatori |  |

| Arbitro: | Divino (Lido di Ostia) |

|           |           |             |
| Ennas 90’ | Marcatori | 86’ Schwoch |

| Arbitro: | Coero Borga (Pinerolo) |

|             |           |  |
| Schwoch 64’ | Marcatori |  |

| Arbitro: | Strocchia (Nola) |

|           |           |  |
| Cozzi 20’ | Marcatori |  |

| Arbitro: | Farina (Novi Ligure) |

|                 |           |             |
| Schwoch 3’, 83’ | Marcatori | 58’ Frattin |

| Aosta 28 novembre 1993 11ª giornata | Aosta             | 0 – 0 | Pavia | Stadio Mario Puchoz\| Arbitro: \| Ferrarini (Parma) \| |
| Arbitro:                            | Ferrarini (Parma) |       |       |                                                        |

| Arbitro: | Mulonia (Reggio Calabria) |

|                            |           |  |
| Acquali 28’ R. Beretta 73’ | Marcatori |  |

| Arbitro: | M. Messina (Monza) |

|  |           |                          |
|  | Marcatori | 62’ Acquali 84’ Barbieri |

| Arbitro: | Gambino (Barletta) |

|  |           |           |
|  | Marcatori | 60’ Ponti |

| Arbitro: | De Prisco (Nocera Inferiore) |

|             |           |              |
| Trocini 46’ | Marcatori | 87’ Barbieri |

| Arbitro: | Alvino (Salerno) |

|              |           |  |
| Giannini 73’ | Marcatori |  |

| Crevalcore 30 gennaio 1994 17ª giornata | Crevalcore       | 0 – 0 | Pavia | Stadio Cesare Biavati\| Arbitro: \| Rossi (Ciampino) \| |
| Arbitro:                                | Rossi (Ciampino) |       |       |                                                         |

#### Girone di ritorno
| Arbitro: | Baglioni (Prato) |

|             |           |             |
| Candido 72’ | Marcatori | 44’ Acquali |

| Arbitro: | G. Bizzotto (Castelfranco Veneto) |

|                                                  |           |                    |
| Schwoch 3’ Zuntini 21’, 29’ Froio 77’ Uberti 90’ | Marcatori | 25’ (rig.) Morello |

| Arbitro: | Genovese (Avellino) |

|             |           |                                               |
| Schwoch 54’ | Marcatori | 40’ E. Filippini 57’ G. Carbone 89’ Di Maggio |

| Lumezzane 6 marzo 1994 21ª giornata | Lumezzane          | 0 – 0 | Pavia | Nuovo Stadio Comunale\| Arbitro: \| Ciambotti (Empoli) \| |
| Arbitro:                            | Ciambotti (Empoli) |       |       |                                                           |

| Arbitro: | Stragliotto (Bassano del Grappa) |

|  |           |               |
|  | Marcatori | 50’ Armanetti |

| Arbitro: | Apricena (Firenze) |

|                |           |  |
| Borgobello 60’ | Marcatori |  |

| Arbitro: | Mulonia (Reggio Calabria) |

|                      |           |  |
| Uberti 49’ Froio 88’ | Marcatori |  |

| Arbitro: | Mandolito (Cosenza) |

|               |           |  |
| Tirapelle 87’ | Marcatori |  |

| Arbitro: | Calabrese (Avezzano) |

|  |           |               |
|  | Marcatori | 29’ Pingitore |

| Arbitro: | Anselmo (Asti) |

|             |           |  |
| Cortesi 56’ | Marcatori |  |

| Arbitro: | Alvino (Salerno) |

|                         |           |                                |
| Zuntini 22’ Acquali 61’ | Marcatori | 4’ Girelli 67’ (rig.) Ferretti |

| Arbitro: | Pititto (Vibo Valentia) |

|                      |           |             |
| Chessa 59’ Manca 69’ | Marcatori | 44’ Schwoch |

| Arbitro: | Tullio (Avezzano) |

|  |           |                   |
|  | Marcatori | 34’ (rig.) Pasino |

| Lecco 29 maggio 1994 31ª giornata | Lecco           | 0 – 0 | Pavia | Stadio Mario Rigamonti\| Arbitro: \| Bianchi (Prato) \| |
| Arbitro:                          | Bianchi (Prato) |       |       |                                                         |

| Arbitro: | Cossero (Udine) |

|             |           |  |
| Schwoch 51’ | Marcatori |  |

| Cittadella 12 giugno 1994 33ª giornata | Cittadella        | 0 – 0 | Pavia | Stadio Piercesare Tombolato\| Arbitro: \| Urbano (Carbonia) \| |
| Arbitro:                               | Urbano (Carbonia) |       |       |                                                                |

| Arbitro: | Pizzini (Verona) |

|                                |           |                      |
| Zuntini 19’ Schwoch 78’ (rig.) | Marcatori | 75’ (rig.) Pederzoli |

## Coppa Italia

### Girone D
| Arbitro: | Castellani (Verona) |

|                         |           |                              |
| Di Somma 12’ Uberti 40’ | Marcatori | 62’ Piccinini 84’ F. Morello |

| Arbitro: | Pellegatta (Collegno) |

|              |           |  |
| Bonavita 30’ | Marcatori |  |

| 29 agosto 1993 3ª giornata |  | – Turno di riposo Pavia |  |  |

| Arbitro: | Sirotti (Forlì) |

|                                          |           |              |
| Zuntini 27’, 66’ Schwoch 57’ Acquali 90’ | Marcatori | 65’ Amarotti |

| Arbitro: | Pizzini (Verona) |

|              |           |             |
| G. Rossi 75’ | Marcatori | 30’ Zuntini |